# Famille Lhalu
La famille Lhalu est le nom personnel tibétain (tibétain : ལྷ་ཀླུ, Wylie : lha klu, signifiant divinité, serpent, du sanskrit Nâga) d'une famille tibétaine devenue noble après avoir donné au Tibet le 8e dalaï-lama,,,.

## Pour approfondir